# St. Rosa
St. Rosa è un comune degli Stati Uniti d'America, situato nello Stato del Minnesota, nella Contea di Stearns.